# 坂崎村
坂崎村（さかざきむら）は、かつて愛知県額田郡にあった村である。
現在の額田郡幸田町の北部（坂崎・長嶺・久保田）に該当する。現在の幸田町北端である京ヶ峰の南麓に広がるこの地域は室町時代から安土桃山時代にかけて坂崎郷と呼ばれ、多数の村に分村した江戸時代には坂崎十ヶ村と総称されていた。

## 歴史
- 1889年（明治22年）10月1日 - 坂崎村、長嶺村、久保田村が合併し、坂崎村が発足。
- 1906年（明治39年）5月1日 - 相見村、深溝村と合併し、広田村が発足。同日坂崎村は廃止。